# Topologiczna algebra Heytinga
Topologiczna algebra Heytinga – algebra Heytinga, której uniwersum jest rodzina zbiorów otwartych (topologia) pewnej przestrzeni topologicznej. Można powiedzieć, że topologiczne algebry Heytinga są tym dla ogólnych algebr Heytinga czym ciała zbiorów dla algebr Boole’a (por. twierdzenie o reprezentacji algebr Heytinga).

## Konstrukcja
Niech {\displaystyle (X,\tau )} będzie przestrzenią topologiczną.
Algebra {\displaystyle {\mathcal {H}}_{\tau }} o uniwersum {\displaystyle \tau } z działaniami danymi wzorami (1)-(6)
| (1) | {\displaystyle \mathbf {A} ^{({\mathcal {H}}_{\tau })}(U,V):=U\cup V}                  |
| (2) | {\displaystyle \mathbf {K} ^{({\mathcal {H}}_{\tau })}(U,V):=U\cap V}                  |
| (3) | {\displaystyle \mathbf {C} ^{({\mathcal {H}}_{\tau })}(U,V):=U\Rightarrow V}           |
| (4) | {\displaystyle \mathbf {N} ^{({\mathcal {H}}_{\tau })}(U):={\mbox{int}}(X\setminus U)} |
| (5) | {\displaystyle \mathbf {O} ^{({\mathcal {H}}_{\tau })}:=\varnothing }                  |
| (6) | {\displaystyle \mathbf {I} ^{({\mathcal {H}}_{\tau })}:=X}                             |
dla zbiorów otwartych {\displaystyle U,V\subseteq X,} jest algebrą Heytinga, gdzie
{\displaystyle U\Rightarrow V:={\mbox{int}}(X\setminus U\cup V).}
Aby to sprawdzić, wystarczy jedynie wykazać, że
{\displaystyle W\cap U\subseteq V} wtedy i tylko wtedy, gdy {\displaystyle W\subseteq (U\Rightarrow V)={\mbox{int}}(X\setminus U\cup V),}
co wynika z faktu, że zbiór {\displaystyle W} jest otwarty.
Algebra {\displaystyle {\mathcal {H}}_{\tau }} nazywana jest topologiczną algebrą Heytinga (przestrzeni {\displaystyle X}).
Każda algebra Heytinga jest izomorficzna z topologiczną algebrą Heytinga (p. twierdzenie o reprezentacji algebr Heytinga) pewnej przestrzeni topologicznej {\displaystyle X.} W przypadku, gdy algebra ta jest wzbogaceniem algebry Boole’a, to przestrzeń {\displaystyle X} jest zerowymiarową zwartą przestrzenią Hausdorffa (zob. przestrzeń Stone’a).